# شهرستان کاوالیر (داکوتای شمالی)
شهرستان کاوالیر، داکوتای شمالی (به انگلیسی: Cavalier County, North Dakota) یک سکونتگاه مسکونی در ایالات متحده آمریکا است که در داکوتای شمالی واقع شده‌است.

## خصوصیات
شهرستان کاوالیر ۳٬۹۱۰٫۹ کیلومترمربع مساحت دارد.